# Сполуки включення

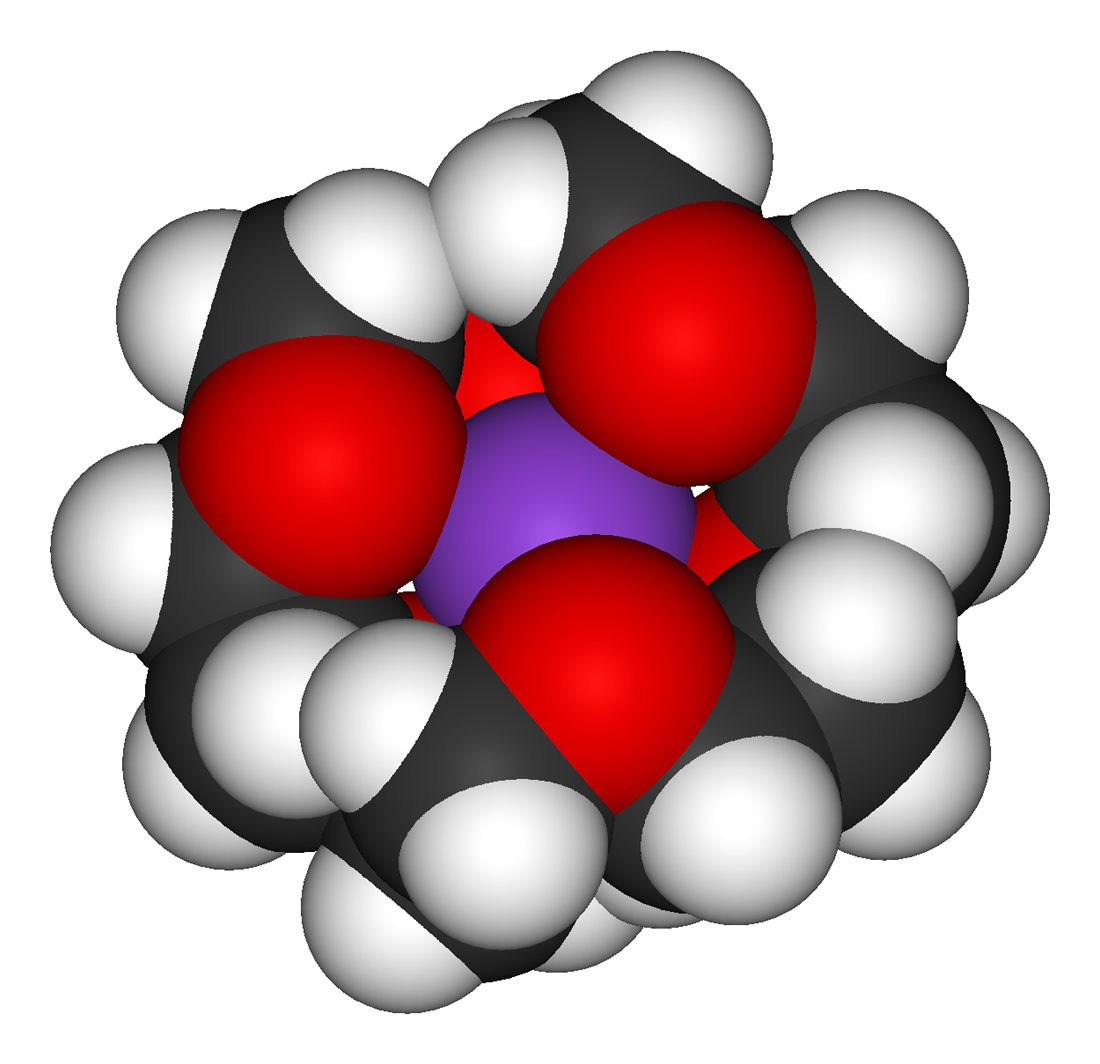
18-Краун-6 етер навколо іона Калію (фіолетовий).

Сполу́ки вклю́чення, або клатра́ти — сполуки, в яких молекули або йони (частинки-гості) знаходяться в порожнинах іншої молекули або просторового каркаса речовини-господаря та пов'язані з ним нековалентними зв'язками (йонними, водневими, донорно-акцепторними та іншими).

## Загальний опис
Сполуки включення посідають проміжне місце між твердими речовинами включення і істинними хімічними сполуками. Сполуки включення утворюються внаслідок проникнення однієї або кількох молекул одного виду в порожнину молекули або кристалічної решітки другого. Валентні сили при цьому не діють, але молекула включення не може залишити свого місця, тобто не має виходу у зовнішнє середовище, бо вона оточена з усіх боків молекулами речовини, яка її включає. Сполуки включення досліджують методами рентгенографії і спектроскопії. Сполуки включення утворюються переважно при змішуванні насичених і перенасичених речовин.
Сполука, в якій молекулу гостя впроваджено в порожнину кристалічної ґратки або в молекулярну порожнину молекули господаря, але між молекулами гостя та господаря не виникає ковалентного зв'язку, а є лише взаємодії на рівні вандерваальсівських сил, водневих зв'язків, проте при обов'язковій умові існування або виникнення (під впливом гостя) пустот i їх геометричній відповідності розмірам адденда.
Крім неспецифічної взаємодії, зумовленої ефектом порожнини, істотну роль можуть відігравати специфічні, i присутність певних сторонніх речовин може сповільняти або й унеможливлювати утворення таких сполук (примором, сірчані сполуки припиняють утворення сполук втиснення н-парафінів у карбамід).
Основні типи сполук включення: шаристі (інтеркаляційні), канальні (тунельні, типу парафінів у карбаміді) та клатрати — це сполуки ґратчастої будови, нестехіометричні, але серед усіх інших нестехіометричних сполук виділяються тим, що при їх утворенні в основному не порушується каркасна кристалічна ґратка господаря, тоді як утворення твердих розчинів веде до порушення тривимірного порядку ґраток. Молекулярні сполуки включення (утворюються за рахунок молекулярних порожнин), на відміну від ґратчастих, можуть існувати й в рідкій фазі, в розчинах (наприклад, сполуки циклодекстринів).
Синонім — комплекс включення.

## Класифікація
Розрізняють дві групи СВ:
- 1) молекулярні СВ, в яких молекула-господар містить одну або декілька частинок, в порожнині, що підходить геометрично і які існують в твердій фазі і в розчинах (приклад — СВ на основі фулеренів);
- 2) ґраткові СВ, в яких частинки-гості включено в порожнини тривимірної ґратки. Ґраткові СВ формують макромолекулярні неорганічні речовини (мінерали) та тверді вуглецьвмісні викопні речовини (графіт, шунгіт, кам'яне вугілля, сланці).

Процес утворення СВ — інтеркалювання — включає дифузію молекул або йонів в ґратку твердого тіла та їх утримування (фіксацію) в порожнинах, які вже існують або формуються в ґратці під конкретну частинку-гостя. Максимальну здатність утворення СВ проявляють шаруваті мінерали (каолініт, монтморилоніт, вермикуліт та ін.) та речовини на основі вуглецю (графіт, вугілля). В них частинки-гості розташовуються між шарами речовини-господаря та утворюють самостійні двомірні шари (фази включення).
Залежно від характеру порожнини сполуки включення можна класифікувати як решітчасті, коли порожнина виникає внаслідок утворення кристалічної решітки; молекулярні, коли порожнина виникає в одній молекулі, і сполуки включення, утворені високомолекулярними речовинами за рахунок порожнин між ланцюгами макромолекул. Решітчасті сполуки включення можуть бути канальні (порожнина подібна до каналу) і клатратні (порожнина подібна до клітки). Клатрати використовують для зберігання газів або їх розділення. Завдяки утворенню сполуки включення з сечовиною розділяють вуглеводні, які різняться будовою вуглецевого ланцюга.

## Розповсюдження і приклади
До речовин, що здатні легко утворювати сполуки включення, належать целюлоза, крохмаль (сполука включення з йодом), білки, мінерали, цеоліти, монтморилоніт, галуазит та багато інших, які мають велике практичне значення.
В природі СВ не утворюють самостійних родовищ, але є супутниками шаруватих мінералів та твердих горючих копалин. Найбільш вивчено графітові СВ (сполуки інтеркалювання графіту), розроблено методи та технології їх промислового виробництва, визначено галузі їх застосування: протипожежні фарби, термостійкі (до 1500 °С) вироби, теплоізоляційні матеріали (замінники азбесту) та ін.
Сполуки включення вугілля (СВВ) — тверді речовини, в яких молекули або йони включено в порожнини просторового вугільного каркаса. СВВ належать до групи СВ з просторово рухливими ґратками, порожнини яких утворюються під впливом інтеркалювання частинок-гостей. В гірничо-геологічних умовах СВВ утворюються внаслідок дії низькомолекулярних речовин (вода, метан, солі металів), що утримуються всередині органічного каркаса вугілля, який формується в ході метаморфізму. Типові представники природносформованих СВВ — вугілля солоне, вугілля насичене метаном або водою (вугілля буре). Вугілля утворює СВВ при взаємодії з різними речовинами (органічні розчинники, луги, окиснювачі), що використовують для зміни їх властивостей в процесах термохімічної переробки.